# Klîmkivka, Dîkanka
Klîmkivka (în ucraineană Климківка) este un sat în comuna Nadejda din raionul Dîkanka, regiunea Poltava, Ucraina.

## Demografie
Componența lingvistică a localității Klîmkivka
     Ucraineană (95,18%)
     Rusă (4,82%)
Conform recensământului din 2001, majoritatea populației localității Klîmkivka era vorbitoare de ucraineană (95,18%), existând în minoritate și vorbitori de rusă (4,82%).